# بریتن-نورمن تری‌آیلندر
بریتن-نورمن تری‌آیلندر (به انگلیسی: Britten-Norman Trislander) یک هواگرد، سه موتوره پیستونی سبک مسافربری ۱۸ نفره است که در شرکت بریتانیایی بریتن-نورمن طراحی و ساخته شده است. این هواپیما از روی هواپیمای بریتن-نورمن آیلندر توسعه یافته .